# Тавельський Олександр Володимирович
Олександр Володимирович Тавельський (рос. Тавельский Александр Владимирович; нар. 3 (16) листопада 1909, Казань — пом. 28 жовтня 1972, Куйбишев) — радянський футбольний суддя. Представляв місто Куйбишев. Обслуговував фінал кубка 1939 року. Входив до списку найкращих суддів Радянського Союзу у 1950 і 1951 роках. Голова Федерації футболу м. Куйбишева (1961—1972).